# Lännart Ribbing
Lännart Ribbing, född 20 juni 1876 i Simrishamn, död 1 februari 1938, var en svensk zoolog och författare. Han var son till Seved Ribbing.
Ribbing blev student vid Lunds universitet 1893, filosofie kandidat 1896, filosofie licentiat 1903 och filosofie doktor vid Stockholms högskola 1907 på avhandlingen Die distale Armmuskulatur der Amphibien, Reptilien und Säugetiere. Han blev docent i jämförande anatomi vid Lunds universitet 1909.
År 1922 blev Lännart Ribbing utnämnd till professor i anatomi vid Konstakademien i Stockholm. Utöver vetenskapliga skrifter framträdde Ribbing även som skönlitterär författare.